# Presidente dell'Abcasia
Il Presidente dell'Abcasia (titolo ufficiale: Presidente della Repubblica di Abcasia) è il capo di Stato della de facto Repubblica di Abcasia. 
Prima dell'istituzione della carica di presidente, la funzione di capo dello Stato era affidata al Presidente del Parlamento dal 1992 fino alla creazione della Costituzione nel 1994. La carica più alta in Abcasia prima di quella di Presidente del Parlamento, era quella di Presidente del Soviet Supremo. L'interim presidenziale è compreso dalla dichiarazione di sovranità della Repubblica Socialista Sovietica Georgiana del 25 agosto 1990 fino alla dichiarazione di indipendenza del 23 luglio 1992 .

## Elezione
Secondo la legge costituzionale riguardante le elezioni presidenziali, i candidati alla presidenza devono essere cittadini della repubblica abcasa in possesso del diritto di voto, di nazionalità abcasa, in grado di parlare liberamente la lingua ufficiale dello stato (l'abcaso), che abbiano non meno di 35 anni e non più di 65 e che abbiano risieduto stabilmente in Abcasia nel corso dei 5 anni precedenti le elezioni.
Il presidente dell'Abcasia viene eletto per 5 anni. Una stessa persona non può essere eletta presidente per più di due mandati consecutivi. Contemporaneamente al presidente, si elegge anche il vicepresidente, il cui nome è espresso dal candidato presidente.
Secondo la legge abcasa, per vincere al primo turno un candidato deve ottenere il 50% più uno dei voti validi. Se questo non avviene, è previsto un secondo turno a due settimane di distanza.
In seguito alle modifiche del codice elettorale realizzate nell'ottobre 2009, sarà possibile votare solo con i passaporti di cittadino della Repubblica di Abcasia. È previsto infatti che si effettui un timbro alla pagina 17 del passaporto abcaso al momento in cui viene consegnata la scheda elettorale.

## Funzioni
Il presidente determina le principali direzioni della politica interna ed estera.
Soggetto a limitazioni riguardo al suo riconoscimento statale, rappresenta lo Stato negli affari internazionali e firma i trattati internazionali. Nomina e revoca i rappresentanti dell'Abcasia all'estero.
Adotta misure volte a garantire l'integrità della Repubblica di Abcasia, la sicurezza formale e territoriale e dirige il Consiglio di sicurezza, il cui status è determinato dalla legge. Approva la dottrina militare della Repubblica di Abcasia. È comandante delle forze armate della Repubblica di Abcasia.
Può decretare lo stato di emergenza e la legge marziale in Abacasia.
Concede la grazia presidenziale. Conferisce premi e onorificenze militari o speciali.

## Elenco

### Capi di Stato
| #   | Ritratto       | Capo di Stato                  | Mandato          | Mandato          | Partito                        | Partito |
| #   | Ritratto       | Capo di Stato                  | Inizio           | Fine             | Partito                        | Partito |
| --- | -------------- | ------------------------------ | ---------------- | ---------------- | ------------------------------ | ------- |
| 1   |                | Valerian Kobachia (1929–1992)  | 25 agosto 1990   | 24 dicembre 1990 | Partito Comunista dell'Abcasia |         |
| 2   |                | Vladislav Ardzinba (1945–2010) | 24 dicembre 1990 | 23 luglio 1992   | Partito Comunista dell'Abcasia |         |
| (2) | 23 luglio 1992 | Vladislav Ardzinba (1945–2010) | 26 novembre 1994 | Indipendente     |                                |         |

### Presidenti
| # | Ritratto | Presidente                        | Mandato           | Mandato           | Partito                               | Partito |
| # | Ritratto | Presidente                        | Inizio            | Fine              | Partito                               | Partito |
| - | -------- | --------------------------------- | ----------------- | ----------------- | ------------------------------------- | ------- |
| 1 |          | Vladislav Ardzinba (1945–2010)    | 26 novembre 1994  | 12 febbraio 2005  | Indipendente                          |         |
| 2 |          | Sergej Bagapš (1949–2011)         | 12 febbraio 2005  | 29 maggio 2011    | Abcasia Unita                         |         |
| 3 |          | Alexander Ankvab (1952)           | 29 maggio 2011    | 1º giugno 2014    | Aitaira                               |         |
| — |          | Valeri Bganba (1953) (ad interim) | 1º giugno 2014    | 25 settembre 2014 | Indipendente                          |         |
| 4 |          | Raul Khajimba (1958)              | 25 settembre 2014 | 12 gennaio 2020   | Forum di Unità Nazionale dell'Abcasia |         |
| — |          | Valeri Bganba (1953) (ad interim) | 13 gennaio 2020   | 23 aprile 2020    | Indipendente                          |         |
| 5 |          | Aslan Bžania (1963)               | 23 aprile 2020    | 19 novembre 2024  | Indipendente                          |         |
| 6 |          | Badra Gunba (1981)                | 19 novembre 2024  | in carica         | Indipendente                          |         |